# Cora Pearl
Eliza Emma Crouch (diciembre de 1836 – 8 de julio de 1886), conocida como Cora Pearl, fue una cortesana o demi monde durante el Segundo Imperio francés.

## Primeros años
Eliza Emma Crouch nació en Plymouth en diciembre de 1836, pocos meses antes de la introducción del registro civil en Inglaterra y Gales. Fue bautizada en la iglesia de Saint Andrew de Plymouth, junto con su hermana menor Hannah Lydia (nacida el 30 de noviembre de 1837), el 27 de diciembre de 1837. Su uso posterior del certificado de nacimiento de su hermana Louisa (nacida en 1841) en sus Mémoires de 1886, modificado para parecer como si fuera el suyo, llevaría a un siglo de confusión sobre su fecha de nacimiento. La fecha exacta de su nacimiento en diciembre aun es desconocida.
Su padre era el violonchelista y compositor Frederick Nicholls Crouch, que se había casado con la contralto y profesora de canto Lydia (de soltera, Pearson), en la iglesia de Saint Paul, Covent Garden, en 1832. En abril de 1841, Crouch había regresado a Londres, dejando a su mujer e hijas en Plymouth. En 1843, se casó en una ceremonia de matrimonio católica con Elizabeth 'Bessie' George y tuvo con ella dos hijos más. Se marchó a los Estados Unidos en 1849, probablemente huyendo de sus acreedores, dejando a ambas esposas y familias atrás. Con varios hijos pequeños que criar, la madre de Crouch trajo a casa a Richard William Littley, a quien sus hijos considerarían un "padrastro". 
Crouch fue enviada al internado de un convento en Boulogne, Francia, pero luego regresó para vivir con su abuela paterna, Anna Maria (de soltera, Nicholls). Tras la muerte de su marido, la abuela de Crouch se casó con el exsecretario de la Royal Philharmonic Society, el violinista, compositor y arreglista William Watts. En 1851, Crouch y su hermana Hannah vivían con sus abuelos paternos en Jersey, una experiencia que Crouch encontró limitante, impulsándola a desafiar las advertencias de su abuela al respecto de los peligros que una joven afrontaba si salía sin compañía por las calles. Crouch así hacía, y un día, con dieciséis o diecisiete años, aceptó los avances de un hombre mayor que se le acercó en la calle, aceptando acompañarle a un antro donde le compró pasteles para comer e induciéndola a beber alcohol, hasta que consiguió embriagarla. Ella se quedó dormida y él aprovechó para abusar sexualmente de ella.
Al despertar, Crouch encontró que el hombre le había dejado al lado cinco libras — más dinero del que ella nunca había visto. Crouch dijo más tarde que el encuentro le dejó "un instintivo horror a los hombres". Después de su abrupta introducción al sexo, Crouch no regresó a la casa de su abuela ni a la de su madre, sino que alquiló una habitación para ella sola en Covent Garden.
La historia probablemente es apócrifa, porque es común en las cortesanas decimonónicas, para justificarse, contar sus inicios como víctimas de engaño y seducción, resolviendo luego aprovechar la caída. En realidad, su abuela la puso de aprendiz con una reconocida sombrerera en Londres, en cuya tienda conoció al barón Oelsen, con el que se fue a vivir durante un año antes de convertirse en amante de Robert Bignell.[cita requerida]

### Vida en Londres
Por su cuenta en Londres, Crouch conoció a Robert Bignell, propietario de un notorio establecimiento de placer, el Argyll Rooms. Una combinación de bar, sala de baile y mujeres disponibles para alquilar, el lugar proporcionaba habitaciones y alcobas privadas donde las parejas podían retirarse para tener encuentros íntimos. Crouch se mudó a una suite en el Argyll Rooms, convirtiéndose en la amante de Bignell.
Estudiando el ambiente que la rodeaba, Crouch se dio cuenta de que la vida de la prostituta común era trágica; con suerte, la mujer podía acabar "pobre y degradada", y en el peor de los casos la esperaba un futuro de "enfermedades y muerte". Crouch resolvió practicar el oficio con más altas expectativas, con el objetivo de convertirse en la mantenida de amantes selectos con los suficientes medios económicos para vivir en el lujo.[cita requerida]
Crouch permaneció con Bignell algún tiempo, y ambos viajaron a París en 1858, haciéndose pasar por un matrimonio. Crouch quedó tan enamorada de la ciudad que instó a Bignell a regresar a Londres sin ella, determinada a quedarse en la capital francesa. Fue entonces que Crouch adoptó el nombre "Cora Pearl", un seudónimo escogido para que resultara resonante en su nueva identidad y para el futuro que esperaba labrarse en París.

## Vida como cortesana

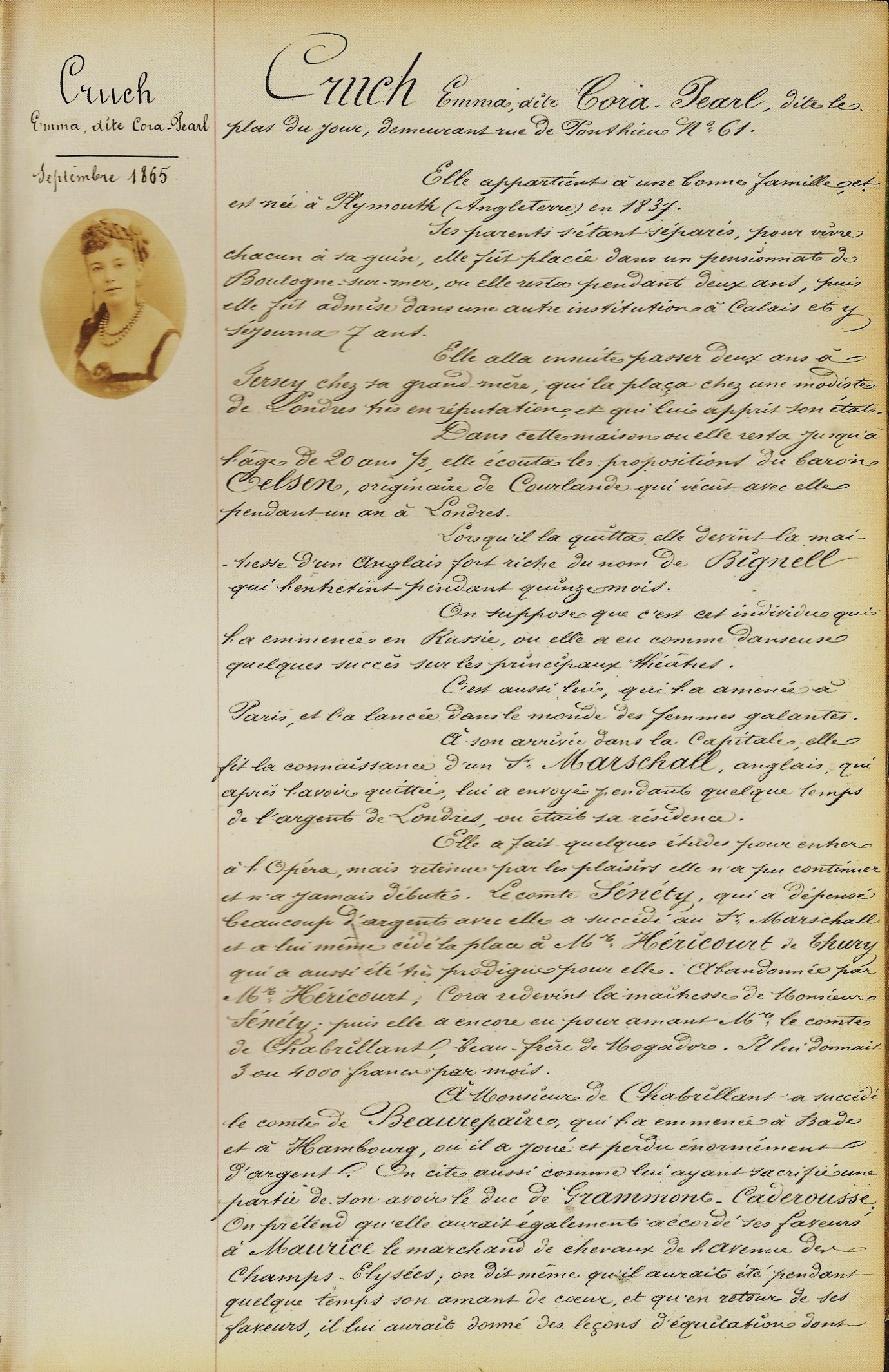
Archivo policial de Cora Pearl, 1865. El fotógrafo es André Adolphe Eugène Disdéri.

Nuevamente sola en una metrópoli importante, Pearl empezó a trabajar bajo su nuevo seudónimo, estableciendo una conexión con un proxeneta conocido como "Monsieur Roubisse", que instaló a Pearl en un lugar más adecuado, la guio en los rudimentos comerciales de su trabajo, y le enseñó a refinar y ampliar su repertorio de habilidades profesionales. Trabajó para él unos años.
Su primer amante distinguido fue Victor Masséna, tercer duque de Rivoli, y más tarde quinto príncipe de Essling, de veinticinco años. Masséna estableció a Pearl en la opulencia, regalándole dinero, joyas, criados y un chef privado. Le proporcionó fondos para el juego cuando visitaba los casinos y el hipódromo en el elegante centro balneario de moda de Baden, Alemania, y le compró el primer caballo que Pearl poseyó. Se convirtió en una consumada amazona; se decía que "era más amable con sus caballos que con sus amantes". Su relación con Masséna duró cinco años. Mientras le frecuentaba, simultáneamente compartía sus favores con el príncipe Achille Murat, un muchacho once años menor que Masséna.
En 1860, Pearl ya era una de las más celebradas cortesanas de París. Era la amante de aristócratas notables, como el Príncipe de Orange, heredero al trono de los Países Bajos, Ludovico, duque de Grammont-Caderousse, y más significativamente el duque de Morny, que era medio hermano del emperador Napoleón III. El hermano del emperador contribuyó generosamente al ostentoso tren de vida que Pearl reclamaba.
En 1864, Pearl alquiló un château en la región de Loiret. Conocido como el Château de Beauséjour ("hermosa jornada"), era una lujosa residencia decorada con vitrales en las ventanas, interiores amueblados con opulencia y terrenos impecablemente cuidados. Su boudoir o tocador incluía una bañera de bronce hecha a medida con un monograma con sus iniciales entrelazadas en oro. El château fue concebido para fiestas de gala, y raramente había menos de quince invitados a la mesa en la cena, con el chef instruido para no escatimar en gastos. Pearl era conocida por ingeniar diversiones inesperadas y teatrales, en las cuales invariablemente ella era la principal atracción. Una noche, desafió al grupo reunido alrededor de la mesa "a cortar el siguiente plato", que estaba a punto de ser servido. Al rato, aparecieron cuatro hombres fornidos sujetando una gran fuente de plata. Al levantar la tapa, vieron a Pearl tendida solo cubierta por algunas hojitas de perejil. En otra ocasión, en el Café Anglais, al llegar al postre, se trajo una gran tarta en forma de ostra, de la que al abrirse salió Pearl cual Venus, solo ataviada con un collar de perlas de ocho vueltas.
Su benefactor más dedicado y admirador era Napoleón José Carlos Bonaparte, primo del emperador. Conoció al príncipe en 1868 cuando él tenía cuarenta y dos años, y su aventura duró nueve años, la relación más larga en la carrera de Pearl. Le compró varias casas, una de ellas un auténtico palacete, conocida como "les Petites Tuileriezsv".

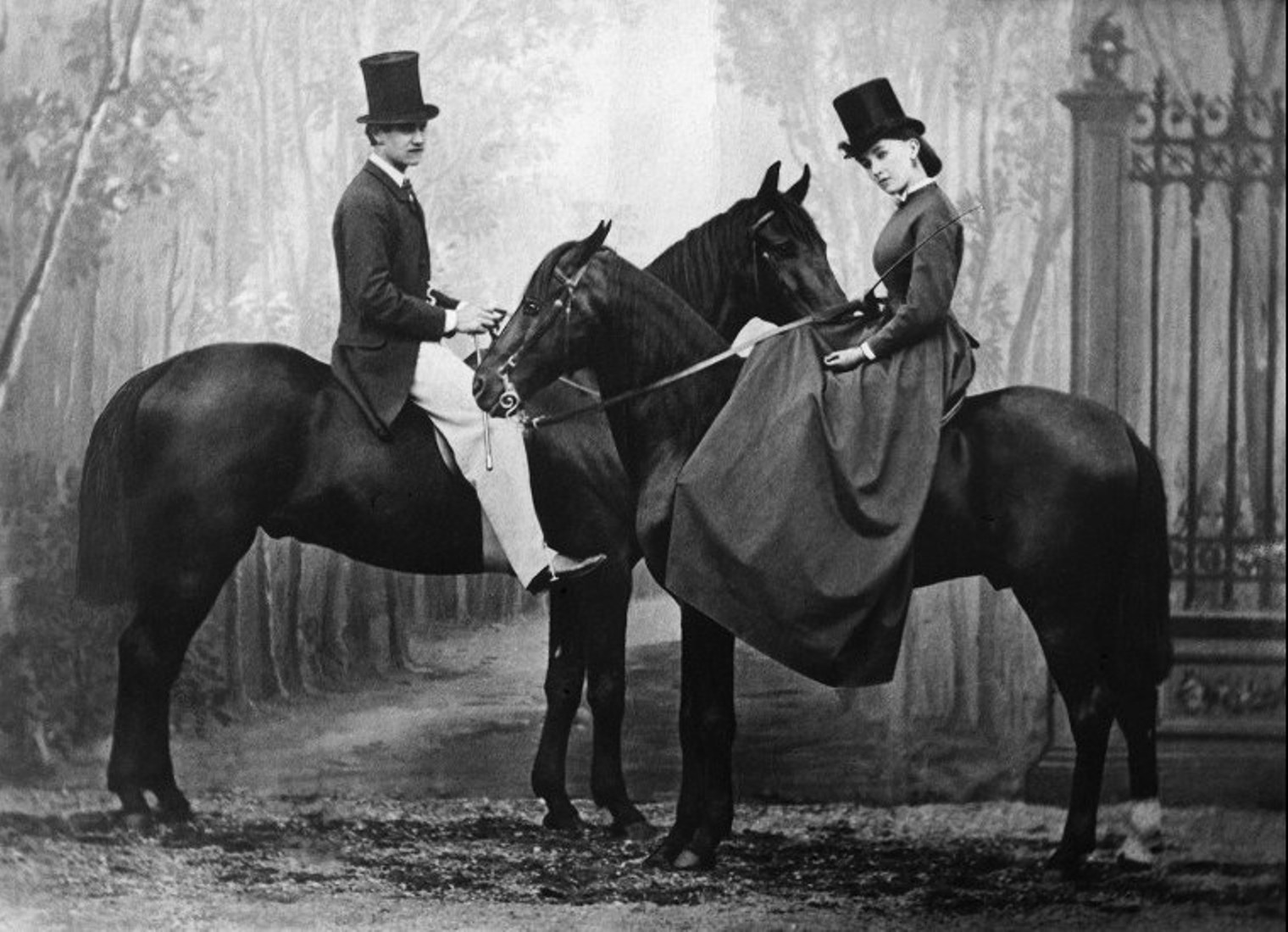
Cora Pearl y el príncipe Achille Murat (1865).

En 1860, Pearl apareció en un baile de máscaras al que asistía la élite de la alta sociedad parisina, con un escaso disfraz de Eva, cuyo grado de desnudez divergía poco del original bíblico. Invariablemente entusiasta en exhibir sus encantos físicos ante una audiencia amplia, interpretó el papel de Cupido en la opereta de Jacques Offenbach Orphée aux Enfers (Orfeo en los infiernos), actuando en el Theatre Bouffes-Parisien en 1867. Se escribió que "Cora Pearl apareció semidesnuda sobre el escenario. Esa noche el Jockey Club en su totalidad, adornó el teatro. Todos los nombres…de la nobleza francesa estaban allí…Fue todo un éxito…" La crónica del evento continua: "Al parecer, la bella Cora Pearl ya se había comido una brocheta de cinco o seis fortunas históricas con sus bonitos dientes blancos."
El punto más álgido de la carrera de Pearl como cortesana fue en los años 1865-1870. En su biografía de Pearl, The Pearl From Plymouth (1950), W. H. Holden escribió que había evidencia de que Pearl enviaba dinero regularmente a su madre en Inglaterra y a su padre en Estados Unidos. Para Pearl, el dinero era para gastar, para acumular lujos y comprar el camino hacia los escalafones más altos de la sociedad. Solo su colección de joyas estaba valorada en un millón de francos; llegó a poseer tres casas y sesenta caballos, y su guardarropa era encargado al renombrado modisto Charles Frederick Worth. A medida que su carrera prosperaba, los regalos de sus admiradores debían ser cada vez más costosos e imaginativos. El príncipe Napoleón le envió un carruaje lleno de violetas recolectadas fuera de temporada a un precio exorbitante, que ella despreció hasta que supo su valor real. Enfrentó a sus admiradores uno contra otro, elevando el precio de sus favores a medida que aumentaba la rivalidad entre ellos. En su apogeo, pudo cobrar un precio tan alto como diez mil francos por una noche.

### Celebridad

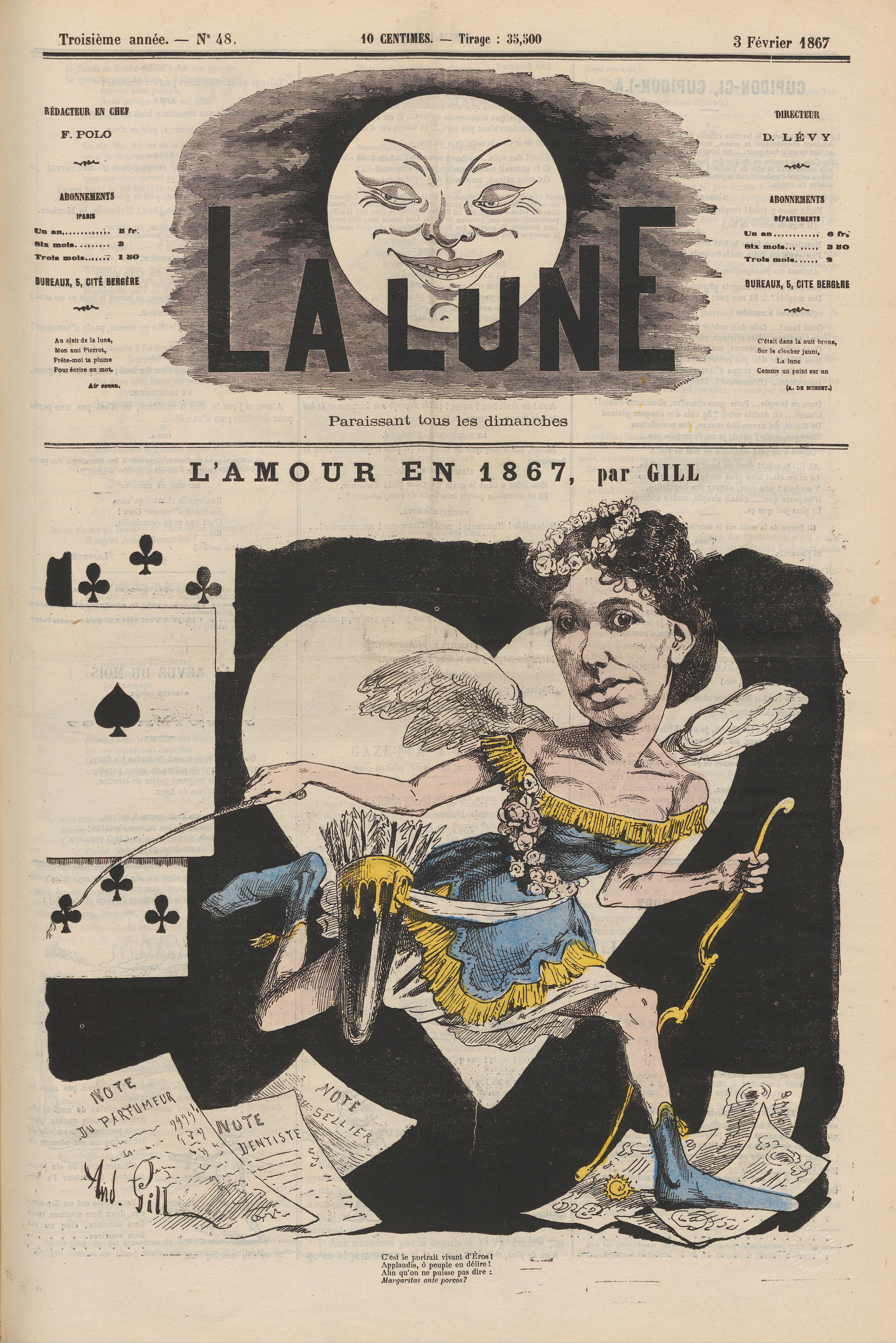
Caricatura en La Lune, de André Gill, 3 de febrero de 1867.

Pearl destacaba entre las demás cortesanas por su exhibicionismo, buscando sorprender o escandalizar. Théodore de Banville escribió sobre su afición a teñirse el cabello con colores atrevidos; una vez fue vista paseando en su carruaje, con el cabello de color amarillo limón, teñido a juego con el interior forrado de satén amarillo del vehículo. En otra ocasión, apareció con un abrigo azul, con su caniche teñido del mismo color para conjuntar con él. 
Cora Pearl también utilizaba más maquillaje del usual entre las de su gremio (las mujeres honestas victorianas no se maquillaban), destacando ojos y pestañas con kohl, y aplicándose polvo de perlas machacadas para dar a su piel una blancura brillante. Jean-Philippe Worth, el hijo del modisto Worth, la declaró "sorprendentemente exagerada" en este aspecto. En 1867, una bebida se puso de moda, inspirada en Pearl, bautizada "Lágrimas de Cora Pearl". Alfred Delvau escribió un tributo a Pearl en su Les Plaisirs de Paris en 1867, declarando que: "Usted es hoy, Madame, el renombre, la preocupación, el escándalo y el brindis de París. En todas partes se habla solo de usted…"

## Declive

### L'affaire Duval
A los treinta y seis años, Pearl se vio implicada en una relación que finalmente resultaría en la disminución de su éxito y fortuna. Pearl inició una relación con un joven rico que había heredado de su padre una cadena de restaurantes económicos, Alexandre Duval, diez años menor que ella, cuya obsesión por la cortesana era tan intensa que gastó toda su fortuna en mantener su aventura, regalándole joyas, buenos caballos y dinero. En una ocasión, Duval le dio un libro exquisitamente encuadernado, que ella desdeñosa estuvo a punto de tirar hasta que se dio cuenta de que cada una de sus cien páginas era un billete de mil francos. Pearl finalmente le despidió, un final que Duval no podía aceptar. 
El 19 de diciembre de 1872, Duval fue a su casa, se cree, con la intención de matarla. La pistola que portaba se disparó accidentalmente, hiriéndole casi mortalmente; en principio cerca de la muerte, finalmente se recuperó, aunque las consecuencias del acontecimiento fueron desastrosas para la reputación de Pearl. Publicitado como l'affaire Duval, el escándalo provocó que las autoridades ordenaran a Pearl abandonar el país, marchando de París primero a Londres y luego a Niza y Mónaco. Los contenidos de su casa en la rue Chaillot fueron vendidos.

### Dificultades financieras
La guerra franco-prusiana de 1870 trajo un cambio político, así como cultural en la sociedad gala. La Tercera República Francesa vio la disminución de los privilegios aristocráticos y un resurgimiento de los valores conservadores. Los nobles derrochadores fueron sustituidos por burgueses avaros que Pearl no era capaz de atraer; en 1874, su larga relación con el príncipe Napoleón terminó a su petición. Le escribió una carta conmovedora, cuidadosamente redactada, admitiendo que ya no podía sostener el peaje emocional y profesional que la relación requería de él.
Pearl se vio obligada a liquidar lentamente la fortuna que había acumulado. Aunque no indigente, para 1880 su situación financiera se había vuelto desesperada. En 1873, vendió su casa en la rue Chaillot, y en 1883 había regresado a la prostitución común, alquilando un apartamento por encima de la tienda de un carrocero en la avenida de los Campos Elíseos, donde recibía clientes. En julio de 1885, se vio forzada a vender su château en Loiret, fuertemente hipotecado.
Sin embargo el declive económico no calmó su pasión por el juego. Habituada a grandes apuestas, ahora se veía restringida a apostar cantidades modestas. Julian Arnold, un viejo conocido, encontró a Pearl en el exterior del casino de Montecarlo. Más tarde escribió en sus memorias: "Encontré a una mujer sentada en el bordillo y llorando lastimeramente. Aparentaba unos cincuenta años, bella… pero muy desarreglada". Le dijo que la habían echado de su apartamento, sus pocas pertenencias confiscadas por el dueño en pago por el alquiler. No tenía ningún sitio a donde ir, y tenía hambre y miseria.

#### Memoirs
Las Mémoires de Cora Pearl fueron muy esperadas cuando se supo que Pearl estaba escribiendo su autobiografía. Publicadas en 1886 en París y posteriormente en Londres, Pearl reclamó haber enviado las páginas pertinentes a sus antiguos amantes, ofreciendo hacer anónimos sus nombres a cambio de un pago. En el libro, la mayoría de los nombres fueron alterados, aunque muchas de esas figuras, con el tiempo, fueron siendo identificadas.
A principios de los años 1980, William Blatchford reclamó haber localizado un ejemplar de las Memoirs de Cora Pearl, el cual afirmó se había publicado en 1890, después de la muerte de Pearl. Presuntamente una versión más temprana del libro publicado en 1886, este volumen supuestamente se remontaba a una fecha anterior, quizás incluso a 1873. Decididamente más franco y sexualmente explícito que las memorias de 1886, su inglés – expresivo de un uso provinciano, poco sofisticado de la lengua– convenció a muchos de la autenticidad del trabajo cuando estas memorias fueron publicadas por Granada bajo el título Grand Horizontal, The Erotic Memoirs of a Passionate Life. Sin embargo, Blatchford resultó ser un seudónimo adoptado por el autor real de las  'Memorias', Derek Parker, un expresidente de la Sociedad de Autores, que más tarde admitió haber engañado a Granada.

## Muerte
Poco después de la publicación de sus memorias, Pearl enfermó gravemente de cáncer intestinal. Su biógrafo Holden escribió: "Los diversos relatos de Cora pasando sus últimos días en una habitación miserable son muy exagerados". Pearl murió en una pequeña casa en París el 8 de julio de 1886, apareciendo obituarios en Londres y París. Sus posesiones restantes fueron puestas en venta en dos días en octubre de 1886, y fue enterrada en el cementerio de Batignolles (número de parcela 10, fila 4), en una tumba alquilada por cinco años. Pasados los cinco años, sus restos fueron trasladados a un osario y la tumba reutilizada.

## En la ficción
- Cora Pearl aparece en la novela de Robert Goddard Painting the Darkness, en conexión con su relación con el príncipe Napoléon Bonaparte.
- El intento de asesinato y suicidio de Duval inspiró a Emile Zola la escena del suicidio de George Hugon en su novela Nana, donde el personaje de Lucy Stewart se inspira en la propia Cora.